# Maciço do Pelat
O 'Maciço do Pelat - Massif du  Pelat  em francês - é um  maciço que faz parte dos Alpes Ocidentais na sua secção da Cordilheira dos Alpes Marítimos e se encontra no departamento francês dos Alpes Marítimos e dos Alpes da Alta Provença, região de Provença-Alpes-Costa Azul. O ponto mais alto é do Monte Pelat com 3.050 m .

## Parque
Na parte Norte do maciço fica o Parque nacional do Mercantour que foi criado em 18 Ago. 1979 e ocupa uma superfeicie de 685 km2.

## Geografia
Composta por rocha sedimentar e rocha metamórfica, o maciço estende-se de Norte a Sul entre o Rio Verdon e o Rio Var. Está rodeado a Norte a Leste pelo Maciço do Mercantour - ao qual é por vezes associado -, a Sul pelos Pré-Alpes de Castellane, e a Oeste pelo Maciço des Trois-Évêchés